# Timothée
Timothée ist ein männlicher Vorname. Es handelt sich um die französische Variante des aus dem Altgriechischen stammenden Vornamens Timotheos (Τιμόθεος). Die lateinische Entsprechung lautet Timotheus.

## Herkunft und Bedeutung
Der Vorname setzt sich aus dem altgriechischen Verbum τιμάω (timáo, „schätzen, ehren“) und dem Nomen θεός (theós, „Gott“) zusammen und bedeutet so viel wie: „der Gott ehrt“ oder „der Gottesfürchtige“.

## Namensträger
- Timothée Atouba (* 1982), kamerunischer Fußballspieler
- Timothé Buret (* 1995), französischer Automobilrennfahrer
- Timothée Chalamet (* 1995), US-amerikanischer Schauspieler
- Timothée de Fombelle (* 1973), französischer Schriftsteller und Dramatiker
- Timothée Kolodziejczak (* 1991), französisch-polnischer Fußballspieler
- Timothée Malendoma (1935–2010), Politiker der Zentralafrikanischen Republik
- Timothée Bodika Mansiyai (* 1962), kongolesischer Ordensgeistlicher und römisch-katholischer Bischof von Kikwit
- Timothée Modibo-Nzockena (1950–2016), kongolesischer Geistlicher, römisch-katholischer Bischof von Franceville
- Timothée Pirigisha Mukombe (1920–2004), Bischof von Kasongo
- Timothé Tuffet (* 1989), Schweizer Eishockeyspieler